# Cyclophora acutaria
Cyclophora acutaria är en fjärilsart som beskrevs av Walker 1862. Cyclophora acutaria ingår i släktet Cyclophora och familjen mätare. Inga underarter finns listade i Catalogue of Life.